# ترخس نامتسوي
ترخس نامتسوي (الاسم العلمي:Trechus namtsoensis) هو نوع من الحشرات يتبع جنس الترخس من فصيلة الخنافس الأرضية.